# Zainsky (distrito)
Zainsky (em russo:  Заи́нский райо́н; em tártaro:  Зәй районы) é um distrito do Tartaristão, uma das repúblicas da Rússia. A sede do distrito fica na cidade de Zainsk que não pertence ao distrito e se encontra sob jurisdição direta da República do Tartaristão.